# Лесяки (гміна Кльонова)
Лесяки (пол. Lesiaki) — село в Польщі, у гміні Кльонова Серадзького повіту Лодзинського воєводства.
Населення — 104 особи (2011).
У 1975-1998 роках село належало до Серадзького воєводства.

## Демографія
Демографічна структура станом на 31 березня 2011 року:
|          | Загалом | Допрацездатний вік | Працездатний вік | Постпрацездатний вік |
| -------- | ------- | ------------------ | ---------------- | -------------------- |
| Чоловіки | 51      | 10                 | 34               | 7                    |
| Жінки    | 53      | 12                 | 31               | 10                   |
| Разом    | 104     | 22                 | 65               | 17                   |